# 多尼爾·亨利
多尼爾·亨利（英語：Doneil Jor-Dee Ashley Henry，1993年4月20日—）是一名加拿大職業足球員，司職後衛，現效力於美職聯球會洛杉磯FC。

## 球員生涯

### 青年時代
多尼爾·亨利的父母是從牙買加移居加拿大。他於10歲時開始踢足球，在布蘭普頓子彈和北密西沙加兩球會踢青少年組足球。

### 多倫多足球會
多尼爾·亨利於2008年11月加盟多倫多足球會青訓學校，在2009年和2010年兩個賽季為球隊擔任隊長在加拿大足球聯賽參賽。
多尼爾·亨利在2010年為多倫多足球會在加拿大錦標賽中對陣溫哥華白浪及於中北美冠資格賽對戰莫塔瓜體育俱樂部的比賽中上陣，他亦曾在對保頓的國際友誼賽中上陣。2010年8月26日，多尼爾·亨利與多倫多足球會簽約成為第一個多倫多足球會學院的球員能晉升成為多倫多足球會球員。
2011年6月15日，在作客以0-0戰和新英倫革命，多尼爾·亨利吸引了來自當場比賽的評述員Taylor Twellman的好評。2012年4月28日，多尼爾·亨利在作客對皇家鹽湖城的下半場賽事中入替理察·艾卡斯利，他在77分鐘射入為多倫多足球會的首個入球，但是仍以2-3僅敗。同年8月21日，球會宣布與多尼爾·亨利簽下長期合約。
多尼爾·亨利於2013年4月24日在加拿大錦標賽中主場以2-0大勝對手蒙特利爾衝擊時在禁區外遠射射入他的第二個入球。在2014年賽季開賽前，多尼爾·亨利與英超球會韋斯咸訓練了一段時間。當週中5月28日多尼爾·亨利為球會入球以1-1戰和蒙特利爾衝擊後，他在2014年5月31日的加拿大錦標賽中主場以3-2戰勝哥倫布機員的比賽，多尼爾·亨利於92分鐘中為球會射入絕殺的一球。

### 阿波羅利馬素
2014年10月，在2014年美職聯賽季開始前，多尼爾·亨利被宣佈早已於2014年4月以不透露的轉會費轉會至2014-15歐霸盃及塞浦路斯甲級聯賽的參賽球會阿波羅利馬素。多倫多足球會代表亦證實，該交易對的其中一項條款是他們可以借用多尼爾·亨利於2014年美職聯賽季效力及可以洽商延長借用期至2015年賽季。

### 韋斯咸
多尼爾·亨利因多倫多足球會領隊賴恩·尼爾遜向韋斯咸領隊艾拿戴斯推薦，令早前多尼爾·亨利曾與韋斯咸作了兩次操練。其後，多尼爾·亨利於2015年1月3日與韋斯咸再以轉會費不透露的轉會費轉會至韋斯咸。同年3月4日，多尼爾·亨利被借用至英冠球會布力般，為期一個月。他於同日為布力般首次上陣與錫週三對陣，以2-1勝利，布力般領隊加利·保耶“偉大”來形容他的表現。在3月11日，他第二場為布力般上陣的比賽，多尼爾·亨利在94分鐘得到了來自佐丹·羅迪斯的助攻射入全場唯一入球，他們以1-0擊敗保頓。在他的第三場為布力般上陣的比賽再以3-1作客戰勝查爾頓，可惜多尼爾·亨利腿筋受傷而領隊加利·保耶說這將意味著多尼爾·亨利的2014-15年賽季結束。隨著他的借用期縮短，多尼爾·亨利回到韋斯咸養傷。

## 國家隊
多尼爾·亨利為加拿大U20國家足球隊打了三場比賽。他入選加拿大U23國家足球隊參與2012奧運外圍賽中北美洲及加勒比海組別陣容。在第一場比賽坐在後備席後，多尼爾·亨利於第二場對美國U23時首次上陣，並射入開紀錄的一球，以2-0獲勝。
多尼爾·亨利於2012年8月15日首次為加拿大國家足球隊上陣對千里達及多巴哥的友誼賽。多尼爾·亨利在正選陣容開賽，但是於中場休息時被換出，該場比賽以2-0勝出。2012年12月10日，多尼爾·亨利被授予2012年度加拿大U20最佳球員，得到37.8％票數支持。
2013年6月27日，多尼爾·亨利被證實列入2013年美洲金盃加拿大隊的23人名單中。

## 外部連結
- MLS player profile（页面存档备份，存于）
- 多尼爾·亨利在 National-Football-Teams.com 上的出场纪录